# Lehi (padre de Nefi)
Lehi es un profeta del Libro de Mormón, Otro testamento de Jesucristo de la Iglesia de Jesucristo de los Santos de los Últimos Días.
En el libro, Lehi es el padre de Nefi, descrito como un profeta hebreo que vivió en Jerusalén hasta alrededor del año 600 a. C., cuando por medio de un sueño se le ordenó salir de Jerusalén antes de que la ciudad fuera destruida. Lehi guio a su propia familia y a la de Ismael, que constaba de dos hijos y cinco hijas, de los cuales no se especifican sus nombres, más un acompañante llamado Zoram, desde Jerusalén hasta una tierra prometida en el hemisferio occidental, convirtiéndose en el primer profeta de su pueblo. Lehi tuvo seis hijos: Lamán, Lemuel, Sam, Nefi, Jacob y José. Sus enseñanzas y algunos aspectos de su vida se describen en el Primer y Segundo Libro de Nefi, entre las cuales se destacan: el propósito de la adversidad en esta vida, la necesidad de la expiación del Salvador, la razón de la caída de Adán y Eva y la importancia de obedecer los mandamientos.

## Biografía de acuerdo al Libro de Mormón

### En Jerusalén
De acuerdo al relato presentado por Nefi en El Libro de Mormón, Lehi había vivido toda su vida en Jerusalén hasta que, a principios del reinado de Sedequias 600 A. C., varios profetas de la época llegaron a dicha ciudad anunciando su destrucción como reacción natural por haberse apartado de los mandamientos de Dios.
Lehi preocupado por aquellas profecías suplica a Dios y recibe varias visiones donde comprende Sus designios, de esta manera se convierte en un profeta más que anuncia la destrucción de Jerusalén y anima a las personas a arrepentirse de sus pecados, sin embargo, sus predicaciones provocan el odio de sus conciudadanos haciéndole correr peligro de muerte.
Es así que Dios, por medio de un sueño, manda a Lehi que deje todas sus posesiones, que eran muchas, y que abandone la ciudad junto a su familia, que en ese momento estaba conformada por Saríah, su esposa, cuatro hijos varones llamados, empezando por el mayor, Lamán, Lemuel, Sam y Nefi, y la familia de Ismael comprendida por el propio Ismael, su esposa, dos hijos y cinco hijas de los cuales no se especifican sus nombres. Debido a su obediencia Dios les promete llevarlos a una tierra prometida.

### Años en el desierto
Cumpliendo con el mandato de Dios, Lehi y su familia emprenden el viaje por el desierto de la península arábiga. Gran parte del trayecto fueron guiados por medio de una especie de brújula que Dios preparó para tal fin, se trataba de una esfera de bronce con dos agujas llamada Liahona, la cual funcionaba de acuerdo con la fe, diligencia y atención que le prestaban, y que los conducía a través de los parajes más fértiles en el desierto que estaban cercanos al Mar Rojo.
Durante los ocho años que estuvieron viajando por el desierto, se alimentaban principalmente de la cacería y de la recolección de frutos que encontraban en el camino. La carne tenían que comerla cruda pues Dios les había indicado que no podían encender fuego y que a cambio Él haría que los alimentos les fueran sabrosos para que no tuvieran que cocinarlos.
Aunque toda la familia partió con Lehi para el desierto, no todos creían en sus visiones y sueños. Sus hijos mayores Laman y Lemuel se oponían constantemente a seguir a su padre y sus enseñanzas, a diferencia de Sam y Nefi que si creían y se esforzaban por cumplir con lo que su padre les requería. Esto fue el inicio de la rivalidad que luego existiría entre las generaciones futuras de Lehi, que se conocerían más tarde como los nefitas y los lamanitas.
Los acontecimientos más resaltantes ocurrieron mientras permanecieron en un valle al que llamaron el valle de Lemuel, un paraje al que llegaron a los tres días de haber partido de Jerusalén. Dios le ordena a Lehi, por medio de un sueño, que envíe a sus hijos de regreso a Jerusalén a buscar unas planchas de bronce, las cuales contenían una genealogía de Lehi y varios registros de los profetas hebreos, y que se encontraban en posesión de un hombre poderoso llamado Laban.
Más tarde, nuevamente por medio de un sueño, Dios le indica a Lehi que vuelva a enviar a sus hijos a Jerusalén, esta vez para buscar a Ismael y su familia con el fin de que tomen por esposas a la hijas de este para que así pudieran levantar posteridad en la tierra prometida.
También Lehi tiene un sueño en el que ve un árbol del que come su fruto el cual lo llena de un gozo inmenso y desea que su familia haga lo mismo, pero Laman y Lemuel no quieren hacerlo. Ve una barra de hierro, un sendero estrecho y angosto y un vapor de tinieblas que envuelve a los hombres que quieren tomar del fruto del árbol. A esta visión se le conoce como el sueño de Lehi del árbol de la vida.
Por último Lehi recibe la brújula llamada Liahona con la que prosiguen su viaje a través del desierto.
El viaje por el desierto concluye cuando Lehi y sus seguidores, a excepción de Ismael que muere en el desierto, llegan a una playa a la que llaman Abundancia.